# Elezioni parlamentari in Azerbaigian del 2024
Le elezioni parlamentari in Azerbaigian del 2024 si sono tenute il 1º settembre per il rinnovo dell’Assemblea nazionale, il parlamento del paese.

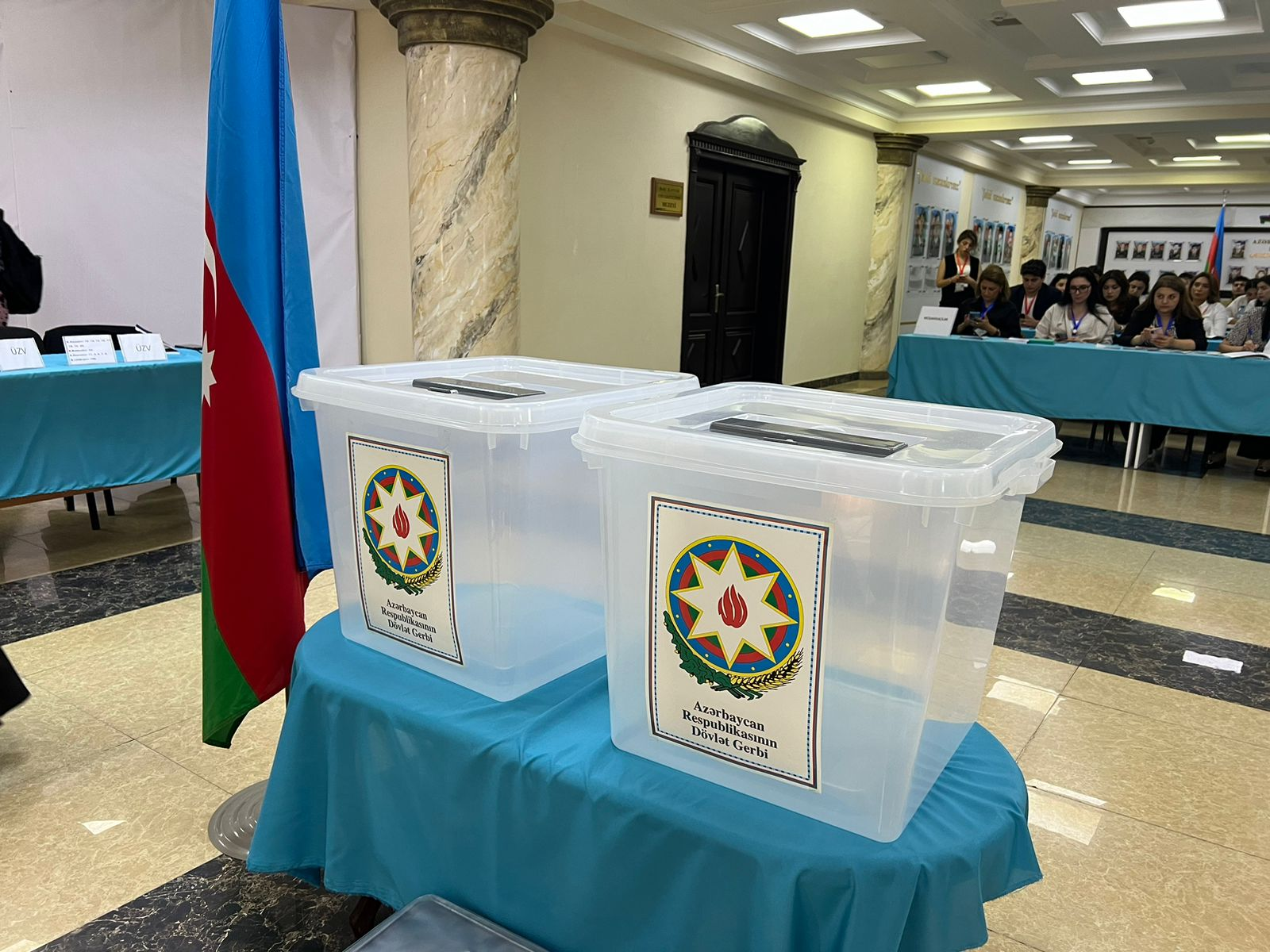
Urne utilizzate per il voto.

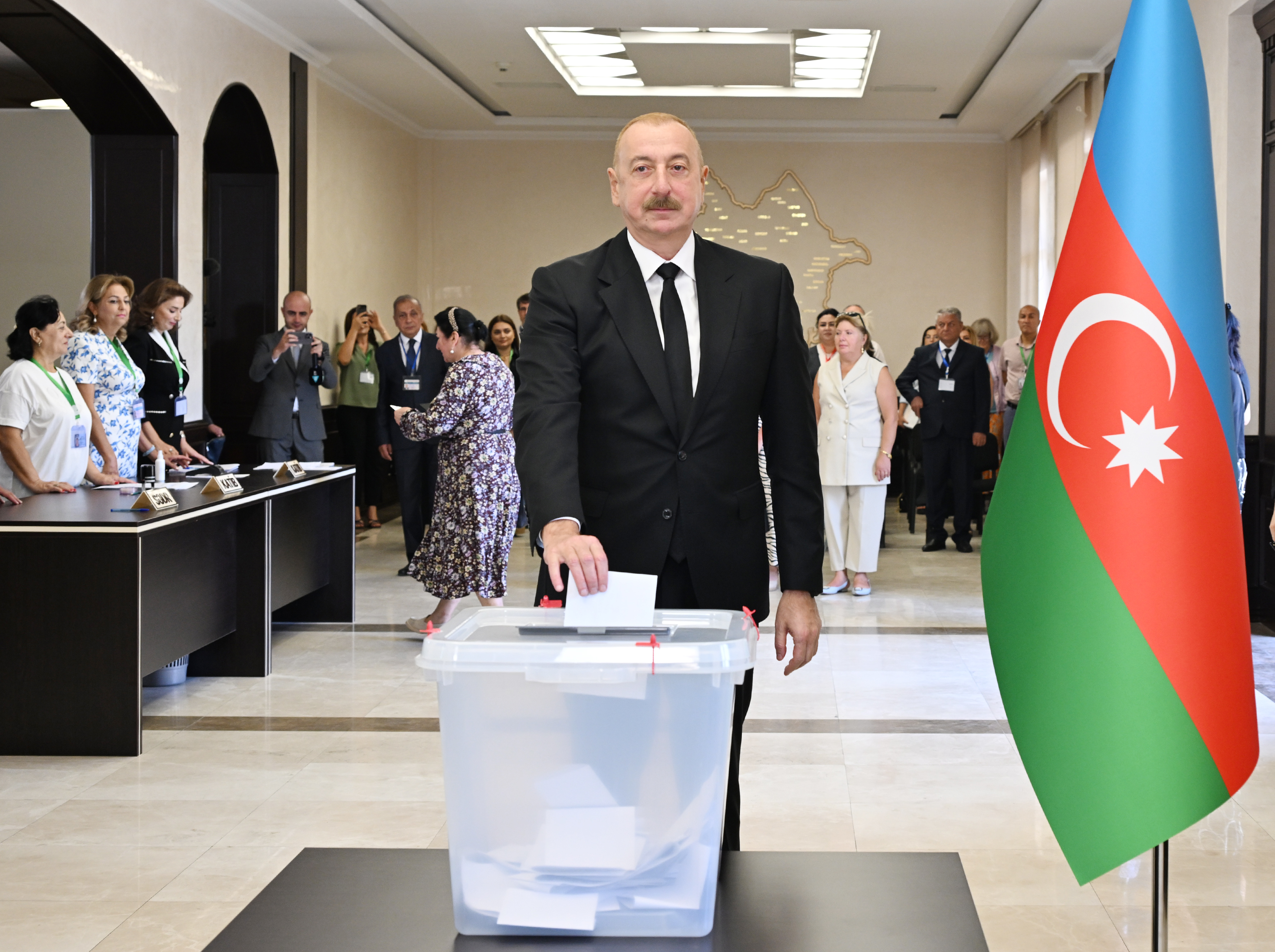
Il Presidente İlham Əliyev nell’atto di votare.

Esse sono indette due mesi in anticipo rispetto alla scadenza prevista della legislatura, nel novembre dello stesso anno, su richiesta dei soli deputati di maggioranza tramite un decreto del 28 giugno dello stesso Presidente İlham Əliyev, al fine di evitare la coincidenza del processo elettorale con la XXIX Conferenza delle Parti dell'UNFCCC. Nonostante la contrarietà delle opposizioni, l’atto è stato ciononostante dichiarato legittimo, il 27 giugno, dalla corte costituzionale del paese. Si è trattato altresì delle prime elezioni parlamentari dall’vittoriosa offensiva di riconquista del Nagorno Karabakh, zona precedentemente disputata con l’Armenia e sede dell’ex-autoproclamatasi Repubblica dell'Artsakh.
Le elezioni, tenutesi in un clima né onesto né equo secondo varie organizzazioni internazionali (tra cui l’OSCE), hanno visto nuovamente la vittoria del Partito del Nuovo Azerbaigian, guidato dal Presidente İlham Əliyev ed al governo ininterrottamente sin dalla nascita del paese, che, nonostante una leggera flessione di seggi, ha comunque ottenuto la maggioranza assoluta degli scranni disponibili.

## Sistema elettorale
Per le elezioni parlamentari, la legge elettorale azera prevede l’applicazione di un sistema maggioritario secco in 125 collegi uninominali.

## Risultati
| Partito del Nuovo Azerbaigian (YAP)                          | 1 200 314 | 50,42 | 68  |  |  |  |
| Partito di Solidarietà Civica (VHP)                          | 33 722    | 1,42  | 3   |  |  |  |
| Partito Giustizia, Legge, Democrazia (ƏHD)                   | 32 220    | 1,35  | 2   |  |  |  |
| Partito dell'Alternativa Repubblicana (RAP)                  | 17 993    | 0,76  | 1   |  |  |  |
| Partito Uguaglianza (MP-MUSAVAT)                             | 15 278    | 0,64  | —   |  |  |  |
| Partito Grande Azerbaigian (BAP)                             | 14 636    | 0,61  | 1   |  |  |  |
| Partito della Madrepatria (AVP)                              | 14 466    | 0,61  | 1   |  |  |  |
| Partito dell'Indipendenza Nazionale dell'Azerbaigian (AMİP)  | 13 961    | 0,59  | 1   |  |  |  |
| Partito Bianco (AĞP)                                         | 13 564    | 0,57  | —   |  |  |  |
| Partito della Speranza dell'Azerbaigian (ÜP)                 | 12 858    | 0,54  | —   |  |  |  |
| Partito del Fronte Nazionale (MCP)                           | 11 554    | 0,49  | 1   |  |  |  |
| Partito delle Riforme Democratiche (DİP)                     | 10 698    | 0,45  | 1   |  |  |  |
| Partito dell'Illuminismo Democratico dell'Azerbaigian (ADMP) | 10 432    | 0,44  | 1   |  |  |  |
| Partito del Grande Ordine (BQP)                              | 8 651     | 0,36  | 1   |  |  |  |
| Altri (<0,35%)                                               | 33 533    | 1,41  | —   |  |  |  |
| Indipendenti (IND)                                           | 936 915   | 39,35 | 44  |  |  |  |
| Totale                                                       | 2 380 795 | 100   | 125 |  |  |  |
|                                                              |           |       |     |  |  |  |
| Voti non validi                                              | 10 743    | 0,45  |     |  |  |  |
| Votanti                                                      | 2 391 538 | 37,24 |     |  |  |  |
| Elettori                                                     | 6 421 960 |       |     |  |  |  |